# Zrakoplov
Zrakoplov, tudi zračno plovílo ali letalnik je stroj, ki je v ozračju zmožen leteti. 
Glede na način premagovanja težnosti se jih deli na dve vrsti: na aerodine in aerostate. Aerodini izkoriščajo aerodinamične sile, aerostati pa statične, predvsem Arhimedov vzgon. Aerodini se nadalje delijo na plovila na aerodinamični pogon, plovila na neposredni pogon in plovila na mešani pogon.
Slovenski zakon o letalstvu definira zakoplov kot »vsako napravo, ki se lahko obdrži v ozračju zaradi reakcije zraka, razen reakcije zraka na zemeljsko površino«. Po zasnovi zakona se zrakoplovi razvrščajo glede na:
1. vrsto na: zrakoplove težje od zraka (letalo, giroplan, helikopter, mahokrilec, jadralno letalo, ultralahke letalne naprave in druge letalne naprave) in zrakoplove lažje od zraka (prosti balon, vezani balon in zračna ladja);
2. kategorijo na: prometno kategorijo, splošno kategorijo (neakrobatska, polakrobatska in akrobatska) in posebno kategorijo (amatersko izdelan zrakoplov, eksperimentalen zrakoplov, ultralahka letalna naprava in podobno);
3. namen uporabe: kot zrakoplovi za prevoz oseb in stvari, zrakoplovi za prevoz tovora, zrakoplovi za dela v kmetijstvu in gozdarstvu, zrakoplovi za športno dejavnost, zrakoplovi za usposabljanje letalskega osebja, zrakoplovi za prvo pomoč in druge;
4. največjo dovoljeno maso pri vzletanju na: zrakoplove z maso: od 50 do 2750 kg, od 2751 do 5700 kg, od 5701 do 27000 kg, od 27001 do 72000 kg in nad 72001 kg.

## Aerodíni
Aerodini so zrakoplovi, težji od zraka, ki za vzpon potrebujejo aerodinamično gibanje določenega sestavnega dela. To so na primer letalska krila ali helikopterjevi vrtljivi kraki, pa tudi toplotni prevodniki pri raketah. Pri letalih se vzgon ne doseže z ločenim premikanjem površin, temveč s premikanjem celotnega letala skozi zrak.  
Med aerodine na aerodinamični pogon sodijo:
- plovila z nepremičnimi krili:

- letalo
- jadralno letalo
- hidroplan
- letavto

- in plovila s premičnimi krili:

- jadralni zmaji
- motorni zmaji
- girokopter
- helikopter
- mahokrilec

Pri aerodinih na direktni pogon je za dosego vzpona vgrajen na plovilu raketni ali turbinski motor. Glavni predstavniki te skupine so 
- samopogonski izstrelki (rakete) in
- reaktivna letala,
- včasih se mednje prišteva tudi hoverkraft.

Aerodini na mešani pogon uporabljajo oba opisana sistema, a v različnih fazah letenja, na primer letala VTOL. To so letala, ki vzletijo in pristanejo "navpično" (odtod ime Vertical Take-Off and Landing), letijo pa kot običajna letala.

## Aerostati
Aerostáti so zrakoplovi, lažji od zraka, ki se dvignejo s pomočjo "mehurjev" segretega zraka ali lahkih plinov (helija ali vodika). Letenje omogoča samo naravno gibanje zraka (veter) ali pilotažni sistem. To so: 
- baloni in
- zračne ladje / cepelini

Prvi baloni so z vročim zrakom poleteli že v 3. stoletju pred našim štetjem, edina naprava, ki je poletela pred njimi, so bili zmaji (ang. kite).
Sprva je bil balon vsak aerostat, termin cepelin (zračna ladja) pa so uporabljali za večje ladje, ki so po navadi imele trden (rigiden) trup. Kasneje so na ladje dodali motorje in s tem močno razširili področje uporabe. Nesreče, posebno Hindenburga leta 1937, in pojav letal so privedli do umika zračnih ladij. Danes je se izraz "balon" uporablja za zrakoplov brez pogona, za razliko od zračne ladje, ki ima svoj pogon.
Posebna oblika aerostata je "blimp", ki sicer nima trdne strukture, njegovo obliko zagotavlja pritisk nosilnega plina. Lahko so z motorjem ali brez. Med drugo svetovno vojno so blimpe uporabljali kot protiletalske ovire.

## Zgodovina
Prvi poizkusi letenja segajo stoletja nazaj. Prvi dokumentirani in nevarovani vzlet in pristanek plovila s človeško posadko se je s pomočjo toplozračnega balona zgodil 21. novembra 1783 pod vodstvom bratov Joseph-Michelin in Jacques-Étienne Montgolfier. Prvi polet sodobnega letala z motorjem z notranjim zgorevanjem, ki ga je bilo moč krmiliti, sta izvedla brata Wright na peščeni plaži v Kitty Hawku. Z letalom Flyer I. je 17. decembra 1903 Orville Wright preletel 36 metrov, kasneje istega dne pa je več poletov opravil še Wilbur Wright.
K razvoju letalstva sta izjemno pripomogli tudi obe svetovni vojni. Na splošno delimo razvoj zrakoplovov na pet obdobij:
- Prvi pionirji, od prvih poizkusov do 1914.
- Prva svetovna vojna, 1914 do 1918
- Medvojno obdobje, 1918 do 1939
- Druga svetovna vojna, 1939 do 1945
- Povojno obdobje, 1945 do danes